# Gregório Acindino
Gregório Acindino (em latim: Gregorius Acindynus; em grego: Γρηγόριος Ἀκίνδυνος; romaniz.: Gregórios Akíndynos; ca. 1300 - 1348) foi um teólogo grego bizantino. Um nativo de Prilepo, ele se mudou da Pelagônia para a Tessalônica e estou sob Tomás Magistro e Gregório Briênio. Ele se tornou um admirador de Nicéforo Gregoras após ter visto um tratado astronômico feito por ele e seu amigo Balsamon em 1332. Ele então lhe escreveu uma carta onde ele o chama de "mar de sabedoria". Da Tessalônica, ele pretendia se mudar para Monte Atos, mas por razões desconhecidas, não o fez.

## História
Ele se envolveu numa disputa teológica sobre a doutrina da Luz não criada entre Gregório Palamás e Barlaão da Calábria na década de 1340. Um estudante de Palamas, ele mediou entre os dois a partir de 1337, avisando Barlaão que suas tentativas contra a doutrina seriam fúteis, mas a partir de 1341, ele se tornou também um crítico, denunciando-a como uma forma de messalianismo e se tornou o mais perigoso adversário de Palamas após o retorno de Barlaão para a Calábria. Ele foi excomungado no Concílio de Constantinopla de 1347 e morreu no exílio, aparentemente vítima da Peste Negra.